# Physemops maldonadoi
Physemops maldonadoi är en tvåvingeart som beskrevs av Wirth 1970. Physemops maldonadoi ingår i släktet Physemops och familjen vattenflugor. Inga underarter finns listade i Catalogue of Life.